# Burg Neu-Signau
Die Burg Neu-Signau ist eine abgegangene mittelalterliche Höhenburg aus dem 14. Jahrhundert und befindet sich in der Schweizer Gemeinde Bowil im Kanton Bern.

## Lage und Beschreibung
Die Burg liegt auf einem Nagelfluhsporn. Ihr gegenüber, auf der anderen Talseite, liegt die Ruine Alt-Signau. Heute sind nur noch wenige Spuren der Burg zu erkennen. 
Das Gelände liegt auf einem Privatgrundstück und ist weder begehbar noch einsehbar.

## Geschichte
Die Burg war nach der Burg Alt-Signau der zweite Stammsitz der Freiherren von Signau.
Die Burg diente dem Schutz und der Kontrolle des Weges zwischen Emmental und Aaretal.
Von 1529 bis 1798 war sie das Zentrum einer Bernischen Landvogtei.
1826 wurde die Burg abgebrochen.